# Shelley Winters
Shelley Winters, właśc. Shirley Schrift (ur. 18 sierpnia 1920 w Saint Louis, zm. 14 stycznia 2006 w Beverly Hills) – amerykańska aktorka, laureatka dwóch Oscarów dla najlepszej aktorki drugoplanowej.

## Życiorys
Urodziła się w Saint Louis, w stanie Missouri, jako córka żydowskich rodziców Rose (z domu Winter), piosenkarki „The Muny” i Jonasa Schrifta, projektanta odzieży męskiej. Gdy miała trzy lata, przeniosła się z rodziną na Brooklyn, do Nowego Jorku. Jej siostra, Blanche Schrift, została żoną George’a Boroffa, który prowadził The Circle Theatre (El Centro Theatre).
Sztuki aktorskiej uczyła się w nowojorskim Actors Studio; jej nauczycielem był Charles Laughton. W trakcie studiów w Hollywood Studio Club mieszkała w pokoju z aktorką Marilyn Monroe.
Posiada gwiazdę na Hollywood Walk of Fame przy 1750 Vine Street oraz została wpisana do St. Louis Walk of Fame w 1992 roku.
14 października 2005 doznała ataku serca. Zmarła 14 stycznia 2006 roku na niewydolność serca w Centrum Rehabilitacji w Beverly Hills w wieku 85 lat.

## Filmografia

### Filmy fabularne
- 1943: There’s Something About a Soldier jako Norma
- 1943: What a Woman! jako sekretarka (niewymieniona w czołówce)
- 1944: Sailor's Holiday jako Gloria Flynn
- 1944: She's a Soldier Too jako 'Silver' Rankin (niewymieniona w czołówce)
- 1944: Knickerbocker Holiday jako Ulda Tienhoven
- 1944: Dancing in Manhattan jako Margie (niewymieniona w czołówce)
- 1944: Znowu razem (Together Again) jako Młoda kobieta (niewymieniona w czołówce)
- 1945: Dziś w nocy i każdej nocy (Tonight and Every Night) jako Bubbles (niewymieniona w czołówce)
- 1945: Escape in the Fog jako kierowca taksówki (niewymieniona w czołówce)
- 1945: A Thousand and One Nights jako Handmaiden (niewymieniona w czołówce)
- 1946: The Fighting Guardsman jako Nanette (niewymieniona w czołówce)
- 1946: Two Smart People jako księżniczka (niewymieniona w czołówce)
- 1946: Susie Steps Out jako Piosenkarka (niewymieniona w czołówce)
- 1946: Abie's Irish Rose jako Bridesmaid (niewymieniona w czołówce)
- 1947: New Orleans jako panna Holmbright (sekretarka Nicka w Chicago) (niewymieniona w czołówce)
- 1947: Living in a Big Way jako dziewczyna z małej ligi (niewymieniona w czołówce)
- 1947: Killer McCoy jako kelnerka / Łowca autografów (niewymieniona w czołówce)
- 1947: The Gangster jako Hazel
- 1947: Podwójne życie (A Double Life) jako Pat Kroll
- 1948: Larceny jako Tory
- 1948: Cry of the City jako Brenda Martingale
- 1948: Rzeka Czerwona (Red River) jako Tańcząca dziewczyna w pociągu (niewymieniona w czołówce)
- 1949: Johnny Stool Pigeon jako Terry Stewart
- 1949: Jeden fałszywy krok (Take One False Step) jako Catherine Sykes
- 1949: Wielki Gatsby (The Great Gatsby) jako Myrtle Wilson
- 1950: South Sea Sinner jako Coral
- 1950: Frenchie jako Frenchie Fontaine Dawson
- 1950: Winchester ’73 jako Lola Manners
- 1951: The Raging Tide jako Connie Thatcher
- 1951: Teraz Danny Wilson (Meet Danny Wilson) jako Joy Carroll
- 1951: Behave Yourself! jako Kate Denny
- 1951: He Ran All the Way jako Peggy Dobbs
- 1951: Miejsce pod słońcem (A Place in the Sun) jako Alice Tripp
- 1952: Untamed Frontier jako Jane Stevens
- 1952: Telefon od nieznajomego (Phone Call from a Stranger) jako Bianca Carr „Binky Gay”
- 1952: My Man and I jako Nancy
- 1954: Playgirl jako Fran Davis
- 1954: Tennessee Champ jako Sarah Wurble
- 1954: Saskatchewan jako Grace Markey
- 1954: Rada nadzorcza (Executive Suite) jako Eva Bardeman
- 1954: Mambo jako Toni Salerno
- 1954: To Dorothy a Son jako Myrtle La Mar
- 1955: Skarby Pancho Villi (The Treasure of Pancho Villa) jako Ruth Harris
- 1955: I Am a Camera jako Natalia Landauer
- 1955: Umarłem tysiąc razy (I Died a Thousand Times) jako Marie Gibson
- 1955: Noc myśliwego (The Night of the Hunter) jako Willa Harper
- 1955: Wielki nóż (The Big Knife) jako Dixie Evans
- 1959: Odds Against Tomorrow jako Lorry
- 1959: Pamiętnik Anny Frank (The Diary of Anne Frank) jako pani Petronella Van Daan (Auguste van Pels)
- 1960: Let No Man Write My Epitaph jako Nellie Romano
- 1961: Młodzi dzicy (The Young Savages) jako Mary di Pace
- 1962: Raport Chapmana (The Chapman Report) jako Sarah Garnell
- 1962: Lolita jako Charlotte Haze
- 1963: Wives and Lovers jako Fran Cabrell
- 1963: The Balcony jako madame Irma
- 1964: A House Is Not a Home jako Polly Adler
- 1964: Czas obojętności (Gli indifferenti) jako Lisa
- 1965: Opowieść wszech czasów (The Greatest Story Ever Told) jako uleczona kobieta
- 1965: W cieniu dobrego drzewa (A Patch of Blue) jako Rose-Ann D’Arcey
- 1966: Trzy siostry (The Three Sisters) jako Natalia
- 1966: Ruchomy cel (Harper) jako Fay Estabrook
- 1966: Alfie jako Ruby
- 1967: Enter Laughing jako pani Emma Kolowitz
- 1968: Wild in the Streets jako pani Daphne Flatow
- 1968: Dobranoc, signora Campbell (Buona Sera, Mrs. Campbell) jako Shirley Newman
- 1968: Łowcy skalpów (The Scalphunters) jako Kate
- 1969: Arthur! Arthur! jako Hester Green
- 1969: The Mad Room jako pani Armstrong
- 1970: How Do I Love Thee? jako Lena Mervin
- 1970: Ostatni wojownik (Flap) jako Dorothy Bluebell
- 1970: Krwawa mamuśka (Bloody Mama) jako Kate 'Ma' Barker
- 1971: Whoever Slew Auntie Roo? jako Rosie Forrest
- 1971: What's the Matter with Helen? jako Helen Hill
- 1971: Revenge jako Amanda Hilton
- 1971: A Death of Innocence jako Elizabeth Cameron
- 1972: Something to Hide jako Gabriella
- 1972: Adventures of Nick Carter jako Bess Tucker
- 1972: Tragedia „Posejdona” (The Poseidon Adventure) jako Belle Rosen
- 1973: The Devil’s Daughter jako Lilith Malone
- 1973: Zakochany Blum (Blume in Love) jako pani Cramer
- 1973: Kleopatra Jones (Cleopatra Jones) jako Mamuśka
- 1974: Big Rose: Double Trouble jako Rose Winters
- 1974: The Sex Symbol jako Agatha Murphy
- 1975: Poor Pretty Eddie jako Bertha
- 1975: Journey Into Fear jako pani Mathews
- 1975: Diamonds jako Zelda Shapiro
- 1975: Łut szczęścia (That Lucky Touch) jako Diane Steedman
- 1976: La dahlia scarlatta
- 1976: Lokator (Le locataire) jako Konsjerż
- 1976: Następny przystanek Greenwich Village (Next Stop, Greenwich Village) jako Fay Lapinsky
- 1976: Frosty's Winter Wonderland jako Crystal (głos)
- 1977: Macki (Tentacoli) jako Tillie Turner
- 1977: Mimi Bluette ... fiore del mio giardino jako Caterina
- 1977: Pete’s Dragon jako Lena Gogan
- 1977: Sztuka mięsa (Gran bollito) jako Lea
- 1977: Szaleństwo małego człowieka (Un borghese piccolo piccolo) jako Amalia Vivaldi
- 1978: Wtajemniczenie Sary (The Initiation of Sarah) jako pani Erica Hunter
- 1978: Król Cyganów (King of the Gypsies) jako królowa Rachel
- 1979: The Visitor jako Jane Phillips
- 1979: Miasto w ogniu (City on Fire) jako Andrea Harper
- 1979: Elvis jako Gladys Presley
- 1979: Rudolph and Frosty's Christmas in July jako Crystal (głos)
- 1979: Sztukmistrz z Lublina (The Magician of Lublin) jako Elżbieta
- 1981: S.O.B. jako Eva Brown
- 1981: Looping - Der lange Traum vom kurzen Glück jako Carmen
- 1983: Emma and Grandpa on the Farm jako narrator
- 1983: Parade of Stars jako Sophie Tucker
- 1983: Fanny Hill jako pani Cole
- 1984: Ellie jako Cora Mae Jackson
- 1984: Na Brooklińskim Moście (Over the Brooklyn Bridge) jako Becky
- 1985: Déjà Vu jako Olga Nabokova
- 1985: Alicja w Krainie Czarów (Alice in Wonderland) jako Ptak Dodo
- 1986: Witchfire jako Lydia
- 1986: Oddział Delta (The Delta Force) jako Edie Kaplan
- 1986: Wspólne śmieci (Very Close Quarters) jako Galina
- 1988: Purpurowy pożeracz ludzi (Purple People Eater) jako Rita
- 1989: Życie bez blasku (An Unremarkable Life) jako Evelyn McEllany
- 1990: Touch of a Stranger
- 1991: Stepping Out jako pani Fraser
- 1992: Weep No More, My Lady jako Vivian Morgan
- 1993: Ogóras (The Pickle) jako Yetta
- 1994: Milczenie baranów (The Silence of the Hams) jako pani Motel
- 1995: Ognisty wydmuch (Backfire!) jako Dobra pani porucznik
- 1995: Mrs. Munck jako Ciotka Monica
- 1995: Gniew aniołów (Raging Angels) jako babcia Ruth
- 1995: Victor, syn Dolly (Heavy) jako Dolly
- 1995: Sędzia kalosz (Jury Duty) jako pani Collins
- 1996: Portret damy (The Portrait of a Lady) jako pani Touchett
- 1999: La bomba jako profesor Summers
- 1999: Gideon jako pani Willows

### Seriale telewizyjne
- 1954: The Ford Television Theatre jako Sally Marland
- 1954–1957: Climax! jako Carol / Margaret Corey / Ethel / Lillian / Ann
- 1955: Producers' Showcase jako Crystal Allen
- 1957: The Alcoa Hour jako Pat
- 1957: The United States Steel Hour jako Evvie
- 1957: Wagon Train jako Ruth Owens
- 1957: Schlitz Playhouse of Stars jako Mildred Corrigan
- 1957: The DuPont Show of the Month jako Louisa Burt
- 1957: Kraft Television Theatre
- 1962: Alcoa Premiere jako Meg Fletcher
- 1964: Ben Casey jako Lydia Mitchum
- 1964–1967: Bob Hope Presents the Chrysler Theatre jako Jenny Dworak / Clarry Golden / Edith
- 1965: Thirty-Minute Theatre jako pani Bixby
- 1966: Batman jako Ma Parker
- 1967: Armchair Theatre jako Frances
- 1968: Here’s Lucy jako Shelley Summers
- 1972: ITV Saturday Night Theatre jako Barbara Bennet
- 1974: McCloud jako Natalie Rudell
- 1975: Chico and the Man jako Shirley Schrift
- 1978: Kojak jako Evelyn McNeil
- 1979: The French Atlantic Affair jako Helen Wabash
- 1979: Vega$ jako J.D. Fenton
- 1981: Face the Music jako Tajemnicza twarz
- 1982: Statek miłości (The Love Boat)
- 1984: Hotel jako Adele Ellsworth
- 1984: Hawaiian Heat jako Florence Senkowski
- 1991−1996: Roseanne jako Nana Mary

## Nagrody
- Nagroda Akademii Filmowej
  - Najlepsza aktorka drugoplanowa: 1966 W cieniu dobrego drzewa
  - 1960 Pamiętnik Anny Frank
- Złoty Glob Najlepsza aktorka drugoplanowa: 1973 Tragedia „Posejdona”
- Nagroda Emmy Najlepsza aktorka w miniserialu lub filmie telewizyjnym: 1964 Bob Hope Presents the Chrysler Theatre